# محمد أنعم غالب
محمد أنعم غالب الصليحي شاعر وكاتب ومؤلف ودبلوماسي واقتصادي يمني من مواليد قرية بني حمّاد، محافظة تعز، ولد في 15 مارس 1932م وتوفي في 5 ديسمبر عام 2008م في صنعاء، تولى مناصب عديدة في الجمهورية العربية اليمنية (شمال اليمن) أهمها وزيرًا للتربية والتعليم في بين الفترة مابين 25 أبريل 1963م و 9 فبراير 1964م، وزيرًا للاقتصاد، ووزيرًا للإعلام، ورئيس المجلس الأعلى للتخطيط في الفترة مابين 1968 و 1969م، وكذلك شغل مناصب عديدة في جمهورية اليمن الديمقراطية الشعبية (جنوب اليمن) أهمها منصب نائب عميد كلية بلقيس في عدن في الفترة ما بين 1962 و1963م، والفترة مابين 1964م و1968م.

## سيرة ذاتيّة
تلقّى تعليمه الأوّل في الكتاتيب ثم في مدرسة بازرعة في عدن في الفترة ما بين (1950م-1951)، والتحق بعدها بالبعثة اليمنية التعليمية إلى القاهرة، ودرس في مدارس حلوان الثانوية حتى عام 1953م، وواصل دراسته الجامعية في مصر في جامعة القاهرة حتى حصل على ليسانس الحقوق للعام الدراسي (1956م-1957)، وفي أثناء وجوده في القاهرة عمل محررًا في صحيفة صوت اليمن التي أصدرها في القاهرة كل من محمد محمود الزبيري، وأحمد محمد نعمان، وبدأ نجمه يبزغ كطالب متحمس للقضايا الوطنية اليمنية، ويسهم بفاعلية في النشاطات الطلابية متضامنًا مع حركة الأحرار اليمنيين التي اتخذت من القاهرة مقرًا لها، لمقارعة نظام الإمامة المتخلف في صنعاء، والتصدي لمشاريع الاستعمار البريطاني في عدن، فكان لابد من إبعاده عن مركز الحراك السياسي فابتعث إلى الولايات المتحدة للدراسة العليا، فحصل على الماجستير في الاقتصاد من جامعة تكساس وذلك عام 1960م فكان بذلك من أوائل المبعوثين إلى أمريكا وأوائل خريجي جامعاتها من اليمنيين، وقد تزوّج من السيدة عفاف وهي ابنة المفكر السعودي عبد الله القصيمي الذي عرفه في القاهرة ونشأت بينهما علاقة فريدة من الثقة والاحترام المتبادل، وقد أنجب منها اثنين.

## الحياة العملية

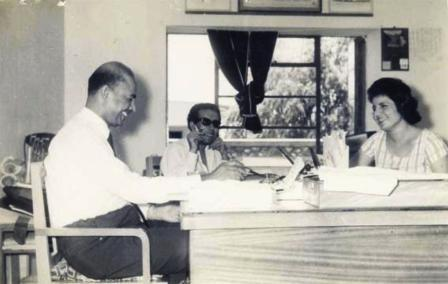
إحدى إجتماعات مجلس كلية بلقيس بعدن في العام الدراسي 65/64، ويتوسطهم محمد أنعم غالب، وإلى يمينه حسين الحبيشي عميد الكلية، وإلى يساره مشرفة قسم البنات

عند عودته إلى اليمن اصطدم بالأوضاع الفاسدة في الشمال، والقوانين الإستعمارية في الجنوب، والتي لا تسمح لأبناء الشمال بالعمل في الإدارات والمؤسسات الحكومية، فكان مضطرًا إلى الهجرة إلى المملكة العربية السعودية والعمل محررًا في جريدة اليمامة الصادرة في الرياض، وذلك في الفترة مابين (1961-1962)، وعاد بعدها إلى عدن ليشغل منصب نائب عميد كلية بلقيس بعدن، في الفترة ما بين (1962-1963) وذلك بشراكة مع عميد الكلية حسين الحبيشي، فكان أحدهما يخطط والآخر ينفذ، وشهدت كلية بلقيس في عهدهما عصرًا ذهبيًا، فرضت نفسها كمؤسسة تربوية رائدة، لفتت إليها الأنظار، وهو ما حدا بحكومة صنعاء لاختياره ليكون وزيرًا للتربية والتعليم بعد مقتل محمد محمود الزبيري الذي كان أول وزير للمعارف - الذي تحول بعد ذلك اسمها إلى وزارة التربية والتعليم- عقب ثورة 26 سبتمبر مباشرة في شمال اليمن، وشغل بعد ذلك منصب وزيرًا في الدولة ورئيسًا للمكتب الفني سنة 1971 في حكومة الأستاذ أحمد محمد نعمان، ولكنّ الأوضاع غير المستقرة وقتذاك في صنعاء حالت دون استمرار محمد أنعم غالب في بقاءه في الشمال، فترك الشمال وعاد إلى عدن ليشغل منصبه السابق نائب عميد كلية بلقيس، وذلك عام 1964م وظل في هذا المنصب حتى عام 1968م، واستطاع بتضامنه مع عميد الكلية حسين الحبيشي أن يخططا لتكون الكلية في المستقبل كلية جامعية، فأسسا معًا نظامًا تعليميًا متطورًا، وأتيّا بمنهج دراسي متقدم يختلف عن منهج المدارس الحكوميّة في مدارس عدن، وتعاقدا مع مدرسين أكفّاء، وعملا على تأهيل المدرسين في الخدمة، سواء في دورات داخلية أو دورات خارجية، وتعاقدا مع الحكومة المصرية أولًا لتزويد الكلية بالكتب والمقررات الدراسية والوسائل التعليمية، ثم مع الحكومة العراقية بعدها، وقاما متضامنين بإقناع حكومتي مصر والعراق بتمكين خريجي الكلية لمواصلة دراساتهم في مدارسها وكلياتها الجامعية، وكان من جراء ذلك أن تمكن عدد كبير من الطلاب من مواصلة دراساتهم الجامعية والعالية، عاد بعضهم ليشغلوا مناصب رفيعة في الدولة والمجتمع، ولما كانت الأوضاع السياسية في عدن قد شهدت صراعات على السلطة وتقلبات كثيرة، طالت عددًا من المفكرين وقادة الرأي في عدن، أحسَّ كلاهما بالخطر، وشعرا بعدم جدوى بقائهما في عدن، خاصة بعد أن سيطرت الجبهة القومية على السلطة واشتداد الصراع في داخلها، فتركا عدن وإتجها إلى صنعاء
وفي صنعاء شغل محمد أنعم غالب منصب، ثم رئيس المجلس الأعلى للتخطيط، وذلك في الفترة الواقعة بين عامي 1968-1969م ومن ثم رئيس المكتب الفني في 1971.
وكان محمد أنعم غالب قد شغل في صنعاء وزيرًا لعدة وزارات هامة منها وزيرًا للاقتصاد، ووزيرًا للإعلام، ترك فيهما بصماته التي لا تزال تذكر الناس به، كما شغل منصب عميد المعهد القومي ويعتبر مؤسسًا له، والذي صار يعرف فيما بعد بمعهد العلوم الإدارية كما شغل منصب سفير الجمهورية اليمنية في كوريا الجنوبية، ومستشار وزارة التعليم العالي، وكان من مؤسسي مدارس صنعاء الأهلية التي تأسست عام 1972م، وصار عضوًا في هيئتها القيادية.

## مناصب شغلها
من أهم المناصب التي شغلها محمد أنعم غالب في شمال اليمن (الجمهورية العربية اليمنية)، وجنوب اليمن (جمهورية اليمن الديمقراطية الشعبية)، واليمن بعد الوحدة (الجمهورية اليمنية)، هي كما يلي:

### في الجمهورية العربية اليمنية
- وزير التربية والتعليم في الفترة مابين (25 أبريل 1963م - 9 فبراير 1964)
- رئيس المكتب الفني (1971)
- وزير للاقتصاد
- وزير الإعلام
- رئيس المجلس الأعلى للتخطيط في الفترة مابين (1968م-1969)

### في جمهورية اليمن الديمقراطية الشعبية
عمل نائباً لعميد كلية بلقيس بعدن، في الفترة ما بين (1962-1963)، والفترة مابين (1964م-1968)

### في الجمهورية اليمنية
- مسشتار وزارة التعليم العالي
- سفير اليمن في كوريا الجنوبية

## الترجمة والتأليف
عمل محمد أنعم غالب في مجال التأليف والترجمة وكتابة الشعر، ومن مؤلفاته: التخلف الاقتصادي والاجتماعي في اليمن، وعوائق التنمية في اليمن، واليمن الأرض والشعب: اقتصاديات اليمن.
وقد ترجم العديد من الكتب منها (حج إلى نجد مهد العرب) لالليدي آن بلنت المنشور في أبريل 1968م

## الشعر
تميّز محمد أنعم غالب كشاعر بكونه من الشعراء المقلين، فضلًا عن كونه من المهمومين بشكل أكبر بشؤون التحديث الاقتصادي والتعليمي للجمهورية الوليدة، له ديوان شعري وحيد بعنوان (غريب على الطريق) المنشور في عام 1972م، وقد نشره آنذاك اتحاد الأدباء والكتاب اليمنيين بمناسبة انعقاد مؤتمره العام الأول، ومجمل قصائد أنعم تحكي عن تغريبة اليمني وهجراته التاريخية بفعل ظروف الاستبداد السياسي، على أنَّ أكثر ما يلفت في تجربة أنعم غالب أنه كتب القصيدة الحرة من دون العبور إلى ذلك من جسر القصيدة العمودية. بينما الشكل الذي تبناه تراوح بين شكل قصيدة النثر وشكل القصيدة التفعيلية.

### من شعره
فراقنا طويل
فارقت بيتنا القديم
يقوم فوق تل وحوله نمت شجيرات «النشم»
وفوق سطحه رصت «قصص»
للزهر والريحان 
ورتبت مقاعد من الحجر
وعرشت سقيفة وارفة الظلال
تدور في أرجائها «كركرة المداعة»
وعبق البخور
فارقته ولم أزل صغير
ورحلتي تطول والأخبار لا تسر
الموت يخطف الأحباب
والبن ينفض الأوراق أعواده تجف
والدخان يكاد أن يجف من مداخن البيوت
ولم يعد يطرق بابنا ضيوف
وكل عام أقول لن يطول هذا البين
لكنني مازلت احزم المتاع لرحلة جديدة
أقول: لن تطول رحلتي 
ولن يكون راحلون آخرون 
لكن: رسالة بائسة حزينة
تقول أن رحلة جديدة
ينوي بها قريب الخبز قل
وقد تطول رحلتي
قد لا أعود والصغار.. آه لو لم يكن لنا صغار 
فلتحفظهم السماء إن الفراق مر

## آراء النقاد والأدباء عنه
يقول الشاعر اليمني عبد العزيز المقالح: 
«ان أنعم بدأ رحلته الجديدة مع الشعر في مطلع الخمسينيات والقصيدة الأولى في ديوانه وعنوانها» عند الغسق«تومئ إلى التاريخ 1951 ولم يكن قد مضى على ابتداع هذا النوع من الشعر في بغداد سوى ثلاثة أعوام، وهي فترة قصيرة تؤكد قدرة الشاعر على التقاط صوت الابتكار والدخول في لحظة الريادة في وقت مبكر».
في مايو 1998 أقدمت صحيفة «البريد الأدبي» اليمنية المحلية قبل توقفها، وبإشراف ومبادرة  من رئيس تحريرها عبد الودود سيف، على نشر عدد من قصائد محمد أنعم غالب غير المنشورة تحت عنوان «الساعة السابعة صباحاً» إضافة إلى محاولة التعريف به وبدوره الريادي في تحديث القصيدة اليمنية حيث يعد «مؤسسها» بدون منازع. حينها تساءل الشاعر العراقي عبد الرزاق الربيعي الذي عاش لفترة طويلة في اليمن بالقول:
«لعل ما يثير التساؤل عن عدم معرفة الأوساط الثقافية العربية لنتاج هذا الشاعر المهم  ولدوره التأسيسي في القصيدة العربية الحديثة رغم انه بدأ  تجربته في أواخر النصف الثاني من الأربعينيات وتوفرت له كل أسباب الانتشار فهو شخصية سياسية بارزة تقلدت عدة مناصب وزارية وديبلوماسيّة (في الستينيات والسبعينيات والثمانينيات والتسعينيات). فما سبب عزوفه عن الشهرة الشعرية؟ بل ما سبب تجاهل النقاد لدوره الريادي؟ أتراه وضع الشعر جانبًا لكثرة انشغالاته الوظيفية؟ فجعل من الشعر هواية لا يسعى من ورائها سوى إلى بث مكنونات ذاته في ساعات الوحشة؟ أم أنه يشعر بعدم الرِضا على ما قدم وهو إحساس يخامر جميع الشعراء وبنسب متفاوتة؟ علمًا أنَّ ما قدمه يكفي لجعل اسمه مكتوبا على» يافطة«كبيرة تتصدر حركة الحداثة الشعرية العربية من خلال نصوصه المنشورة في البريد الأدبي التي يرجع أقدمها إلى عام 1952م».
وقد قال الناقد اليمني عبد الودود سيف:
«قليلون الذين قرأوا محمد انعم غالب وأقل منهم الذين عرفوا دوره في الشعر اليمني المعاصر عامة، وفي تطويره وتحديثه بوجه خاص؛ يبدو أن هناك أسباباً عديدة كرست قطيعتنا (بأنع) حالت أن يظل خارج دائرة الضوء بحيث لم نحسن فهمه ولم نقو على فهم دوره وأفضت إلى قلة عدد قرائه وفي مقدمة هذه الأسباب تواضع انعم المفرط».
وأيضاً قد قال عنه المؤرخ اليمن عبد الباري طاهر:
«أنعم نجم، بل عَلَمٌ من أعلام الثقافة والفكر والإبداع، فهو إنسان متعدد المواهب، وهو من رواد وصناع التجربة الشعرية الحديثة، كما هو من دعاة الحرية والفكر العلمي باكرًا».

## وفاته
نُقِل إلى العناية المركزة في المستشفى السعودي الألماني في صنعاء إثر مرض أصابه، وتوفي بعد مدة دخوله في غيبوبة في 5 ديسمبر عام 2008م عن عمر ناهز 76 سنة.